# Гільма аф Клінт
Гі́льма аф Клінт (швед. Hilma af Klint; 26 жовтня 1862 — 21 жовтня 1944) — шведська художниця-абстракціоністка, містикиня. Її картини, подекуди схожі на діаграми, візуально відтворюють складні духовні ідеї.

## Біографічні відомості
Гільма аф Клінт була четвертою дитиною капітана Віктора аф Клінта, шведського морського воєначальника, і Матильди аф Клінт (уродженої Зонтаг). Літо родина проводила разом на власній фермі Ганмора на острові Адельсе на річці Меларен. У цьому ідилічному оточенні Гільма аф Клінт прийшла до контакту із природою на ранньому етапі свого життя і саме глибоке поєднання із природними формами певно надихало її до роботи. Від свого батька вона успадкувала інтерес до математики. Любов до точних наук дісталася Гільмі аф Клінт у спадок, але очевидно, що й бурхливий науковий розвиток вплинув на художницю. За її життя Вільгельм Рентген відкрив ікс-промені (або те, що сьогодні ми називаємо рентгенівським випромінюванням); Генріх Герц першим отримав електромагнітні хвилі. Людям почав відкриватися світ, що лежить у невідчутних площинах. Відповідно, чимало хто захотів увійти в контакт із невидимим світом, чим можна пояснити тогочасний інтерес до спіритизму.
У 1880 році її молодша сестра Герміна померла — тоді вступає в силу спіритичний вимір життя Гільми аф Клінт. Варто зазначити, у тогочасній Європі спіритизм був модним, він прийшов зі Сполучених Штатів і набув поширення по всьому континенту.
Гільма виявляла ранню здатність до візуальних мистецтв, практикувала портретуру в Керстін Кардон в Технічній школі (Konstfack), тож, коли її родина переїхала до Стокгольма, вона ще 5 років (з 1882) навчалася в Академії Мистецтв. Серед її вчителів був Георг фон Розен та Август Мальстрьом. Навчання вона закінчила з відзнакою. Незважаючи на популярність її абстрактних робіт, варто зазначити, що починала вона зі створення натуралістичних пейзажів, портретів, а також акварельних ботанічних замальовок.
З 1896 року Гільма аф Клінт заснувала групу «П'ять» — кола жінок, які підтримували її й поділяли її віру у важливість спроби спілкуватись із «вищими силами». Щоп'ятниці вони проводили сеанси, де досягали вищих рівнів свідомості, Гільма аф Клінт виступала медіумом. Свої відчуття жінки занотовували у блокнотах. Також вони практикували автоматичне письмо та малювання.
Робота переважно в жіночих групах пояснюється нічим іншим як небажанням чоловічої частини тогочасних митців сприймати жінку як особистість, здатну створити нове, а не відтворити вже існуюче. З цієї причини після завершення свого навчання Гільма аф Клінт не увійшла до жодної відомої мистецької групи чи спілки, де рішення лишалося за чоловіками.
У 1898 році її батько помирає, Гільма аф Клінт з матір'ю змінює місце проживання у Стокгольмі, але не полишає спіритичних сеансів. Упродовж одного з них, у 1904 році, їй «повідомлено», що вона писатиме в «астральному плані». Її роботи відображатимуть безсмертні аспекти людини.
Одним із результатів сеансів була, зокрема, серія «Картини для Храму» зі 193 великих форматів (деякі розміром 3,25х2,40 метрів). Робота над цими картинами продовжувалася з 1906 до 1915 року. Загальна ідея серії полягає в тому, щоб передати знання про те, що поза межами видимого дуалістичного світу все — єдине. У цьому випадку «Храм» не обов'язково є фактичною будівлею, його скоріш варто розглядати як метафору духовної еволюції. Цікаво, що усі картини вибудовувалися від початку саме як серія, художниця не працювала над витворами окремо, від самого початку свідомо поєднуючи їх. Тут також є групи та підгрупи, тож узагальнено проект нагадує наукову систему, де автор досліджує поєднання мікро- і макрокосму. Гільма аф Клінт описувала процес створення так: «Картини було написано безпосередньо через мене, з великою силою і без будь-яких попередніх замальовок. Я не мала жодного уявлення, що картини мали відобразити. Тим не менш, я працювала швидко і впевнено, не змінюючи жодного мазка».
Щоб краще піклуватися про вже сліпу на той момент маму, Гільма аф Клінт змінює місце проживання і робить чотирирічну перерву в роботі над «Картинами для Храму» (1908—1912). Упродовж цього періоду вона також утримується від написання натуралістичних робіт, окрім одного портрета у 1910 році.
У 1911 році ранні натуралістичні роботи Гільми аф Клінт виставляє Асоціація шведських мисткинь (Föreningen Svenska Konstnärinnor) в Королівській Академії Мистецтв у Стокгольмі. У 1912 Гільма аф Клінт винаймає віллу Furuheim на острові Мунсьо на озері Меларен. До 1915 року вона продовжує роботу над «Картинами для Храму». Декілька серій і спіритичні групи написані під спіритичним впливом, але робота стає помітно незалежнішою, ніж була до того. Серед картин цього періоду — «Лебідь» («The Swan») і «Групи голубів» («The Dove groups»).
У 1913 році вона бере участь в конгресі Теософського товариства в Стокгольмі. Наступного року її натуралістичні роботи демонструються поруч із картинами митців скандинавських, балтійських країн, Німеччини й Росії на Балтійській виставці в Мальме. У російській секції також є роботи Василія Кандінського.
У 1916, продовжуючи створювати метафізичні картини, Гільма аф Клінт пише серію «Парсіфаль».
У 1917 році вона пише геометрично абстрактну серію «Атом», де проглядається її інтерес до природничих наук. Також художниця надиктовує свої роздуми про духовне. Транскрибований текст займає 1240 друкованих аркушів.
У 1918 вони з матір'ю переїжджають до Фурухайма (Furuheim). За два роки мати помирає і в житті Гільми аф Клінт починається інтенсивно творчий період. Вона перебирається до Гельсінборгу разом з Томасиною Андерссон, доглядальницею її мами. Вона долучається до Антропософічної Спільноти. Восени відвідує Дорнах, де знайомиться з Рудольфом Штайнером. Після цієї мандрівки вона припиняє писати на більш ніж рік і згодом полишає геометричну абстракцію. Вона малює переважно аквареллю, прагне дозволити кольору генерувати матерію зображуваного.
З 1921 по 1930 Гільма аф Клінт залишається або часто буває в Дорнаху, вивчаючи антропософію, відвідує лекції Штайнера. За період з 1925 по 1930 не лишилося жодних картин, малюнків чи нотаток.
У подальшому Гільма аф Клінт ще кілька разів переїжджає: до Стокгольма, Лунда і Дюрсхолму, де вона мешкала зі своїм кузеном Хедвиг аф Клінт. Гільма аф Клінт помирає у автомобільній аварії в 1944 році. Її поховано на сімейній ділянці цвинтаря Galärvarvskyrkogården у Стокгольмі. Увесь свій артистичний спадок вона лишає племінникові Еріку аф Клінт  — це більш ніж 1250 робіт і щонайменше 125 записників.
В теперишній час її абстрактими роботами володіе Фонд Гільми аф Клінт в Стокгольмі.

## Символізм у роботах
Гільма аф Клінт послуговується багатьма символами, які не можна розтлумачити буквально. У кожного з них є декілька значень, які змінюються відповідно до контексту. Деякі очевидно запозичені з християнської символіки, деякі — з античної, східної чи окультної традиції. Вони несуть традиційне смислове навантаження, проте набувають нового відтінку у комплексному використанні авторки.
Деякі поширені образи в роботах:
Равлик чи спіраль символізує розвиток і еволюцію;
Рух спіралі із центру по годинниковій стрілці вказує на силу емоції, що вважається жіночим принципом; рух проти годинникової стрілки — це мислення і чоловічий принцип.
Блакитний і жовтий репрезентують жінку й чоловіка відповідно. Те ж саме стосується зображення лілії і троянди.
«W» означає матеріальне, «U» означає духовне.
Мигдалеподібна форма (мандорла або vesica piscis) — це поширений в багатьох традиціях символ розвитку в напрямку єдності і завершення.
Лебідь представляє метафізичне у багатьох релігіях і міфологіях, а в алхімічній традиції — консумацію.
Голуб — це античний символ любові й Святий Дух і мир у християнській традиції.

## Мистецьке значення
Її великі абстрактні полотна були написані ще до появи робіт визнаних піонерів абстрактного мистецтва — Кандінського, Мондріана, Малевича, Купки. На відміну від них, Гільма аф Клінт зберігала свої роботи в таємниці. За умовами заповіту її мистецтво можна було показувати публіці лише за 20 років після її смерті.
У роботах аф Клінт завжди простежується ідея: світ, який ми звикли сприймати і вибудовувати полярно (взаємозв'язки «чоловік-жінка», «світло-темрява» тощо) насправді набагато різноманітніший, до того ж, кожен його елемент пов'язаний з іншими і перебуває з ними в постійному контакті. І за всім цим знаходиться невидимий для нас світ, де все єдине. Ці сміливі на той час ідеї свідчать, що художниця намагалася завоювати новий світ, ще ніким не відкритий і не сформований у свідомості оточуючих. Вона насмілилася у своїх художніх пошуках вийти з «зони комфорту» і спробувати показати дещо невидиме людському оку.

## Галерея

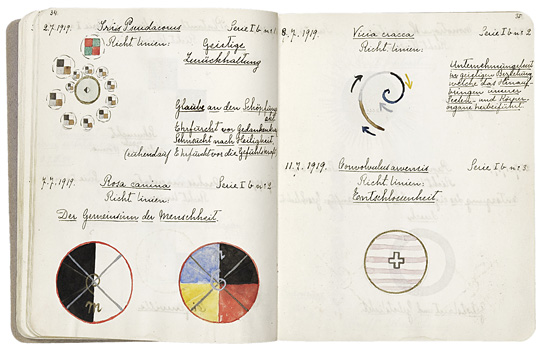
Розворот одного з записників
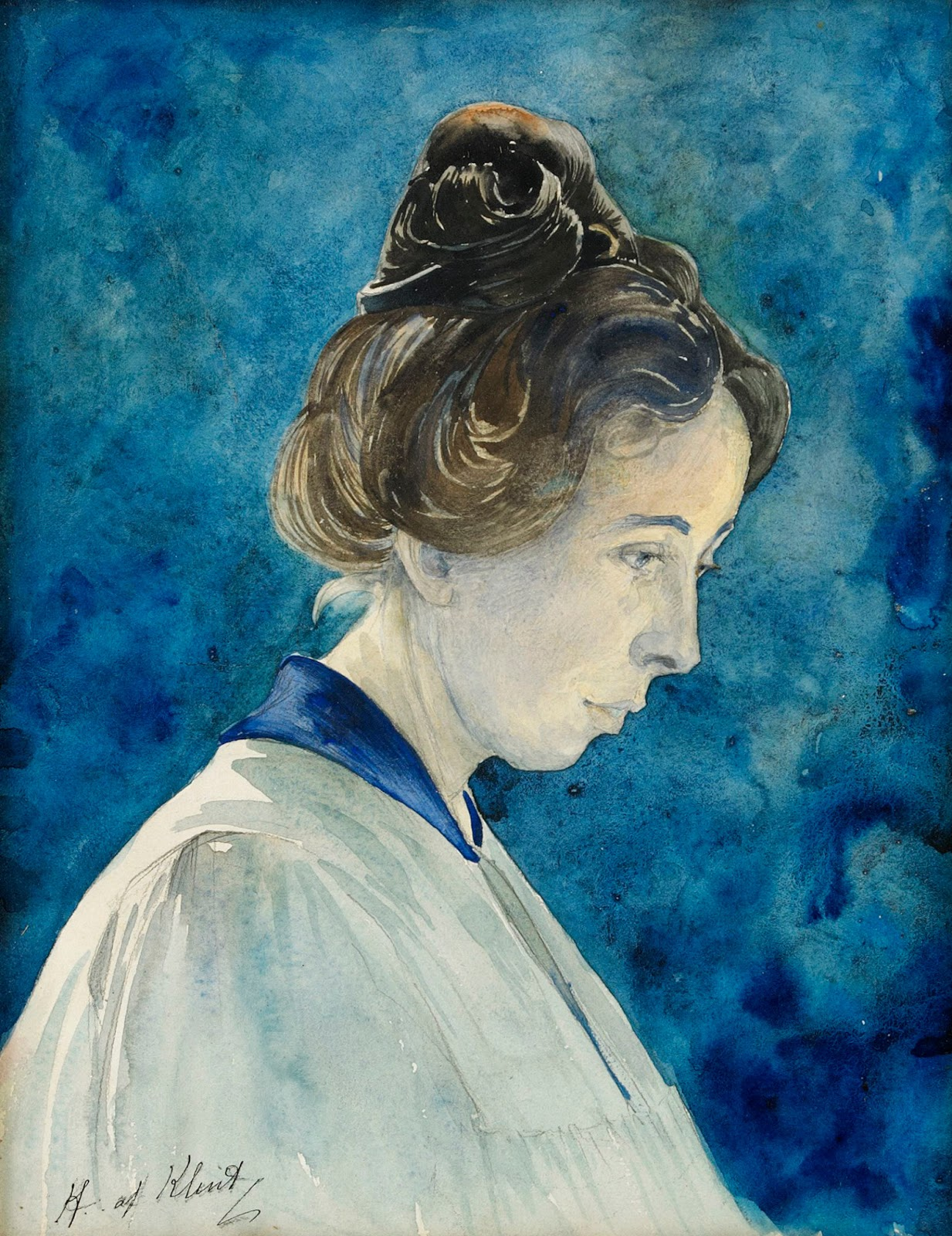
Автопортрет, акварель на папері, 27.5 x 21.5 см
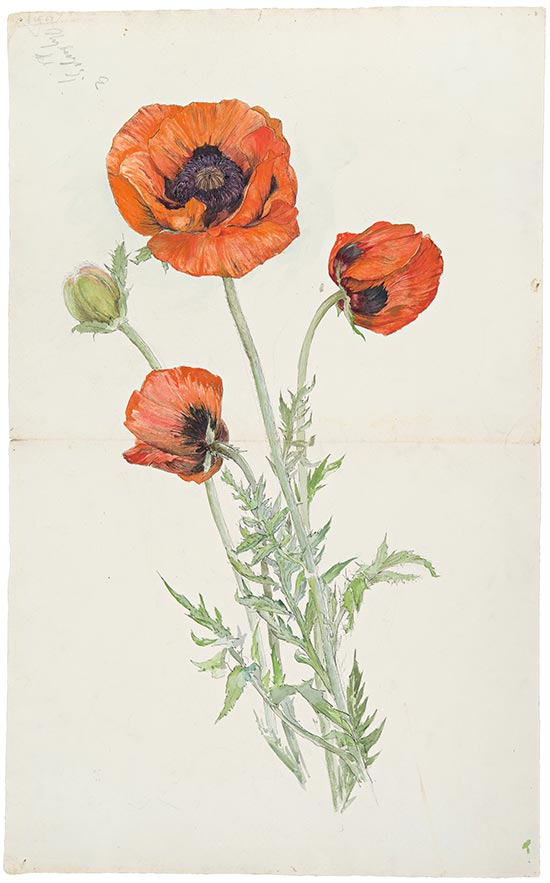
Без назви, 1890, акварель, чорнило й графіт на папері, 57 x 35,4 см
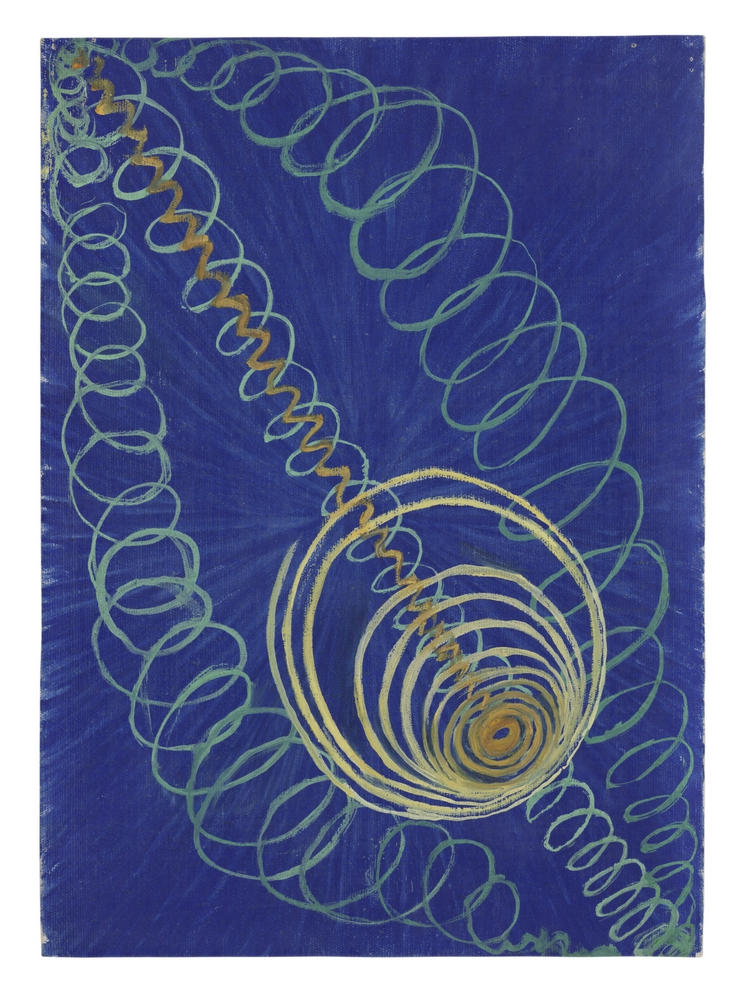
Первісний хаос, 1906-1907, олія на полотні, 53 x 37 см
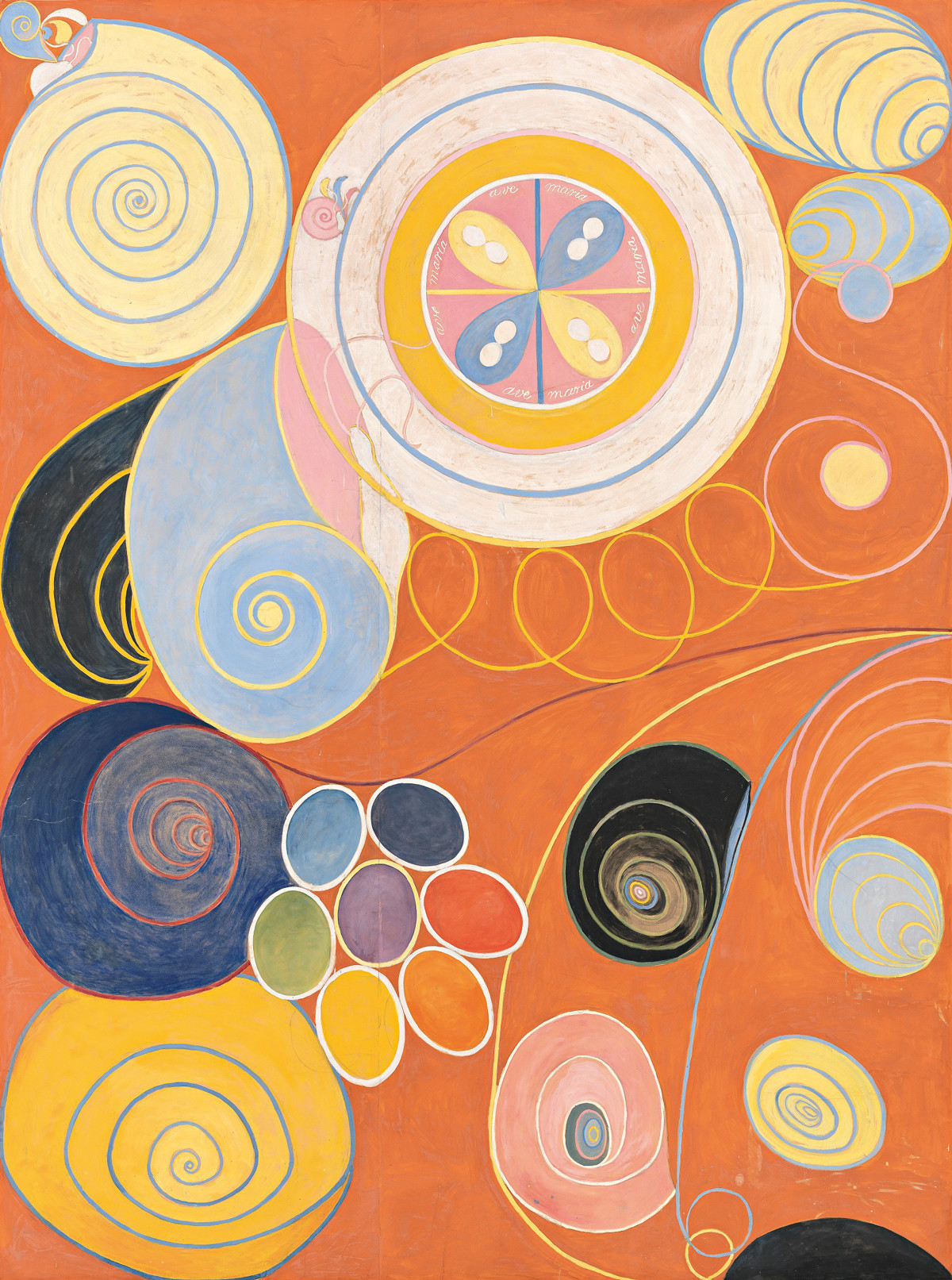
Молодість, Десять Найбільших, 1907, темпера на папері, закріпленому на полотні, 321 x 240 см
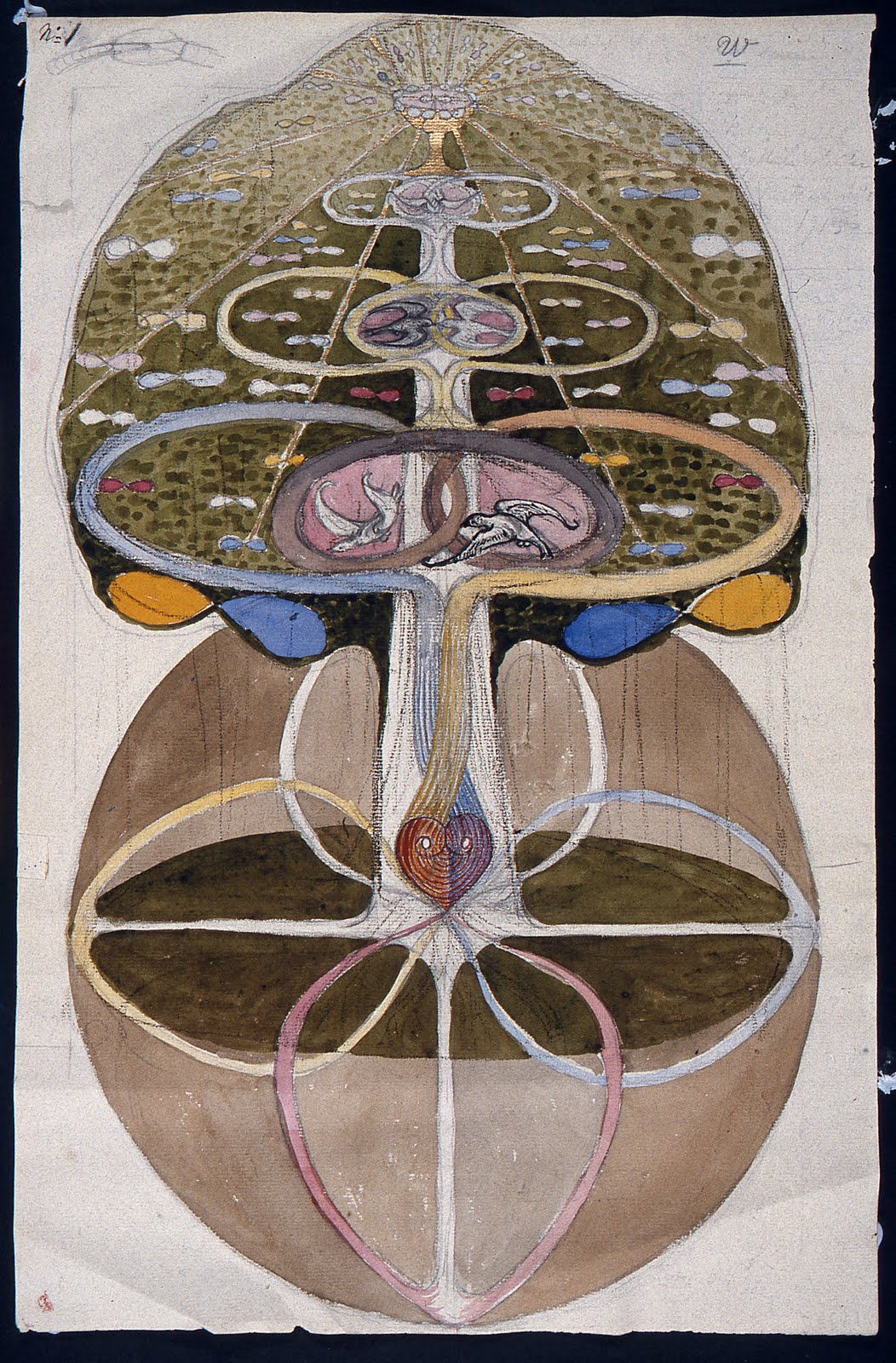
Дерево пізнання, 1913
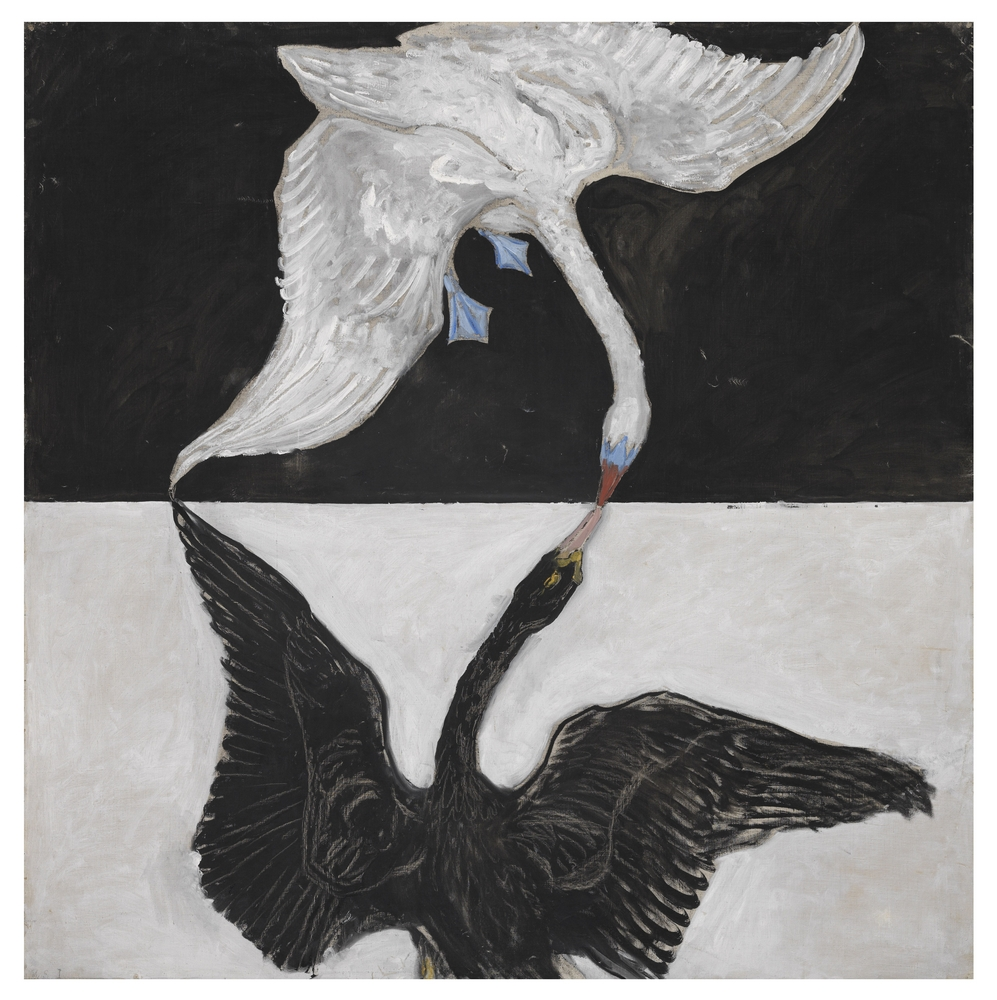
Лебеді, 1914-1915, олія на полотні, 150х150 см
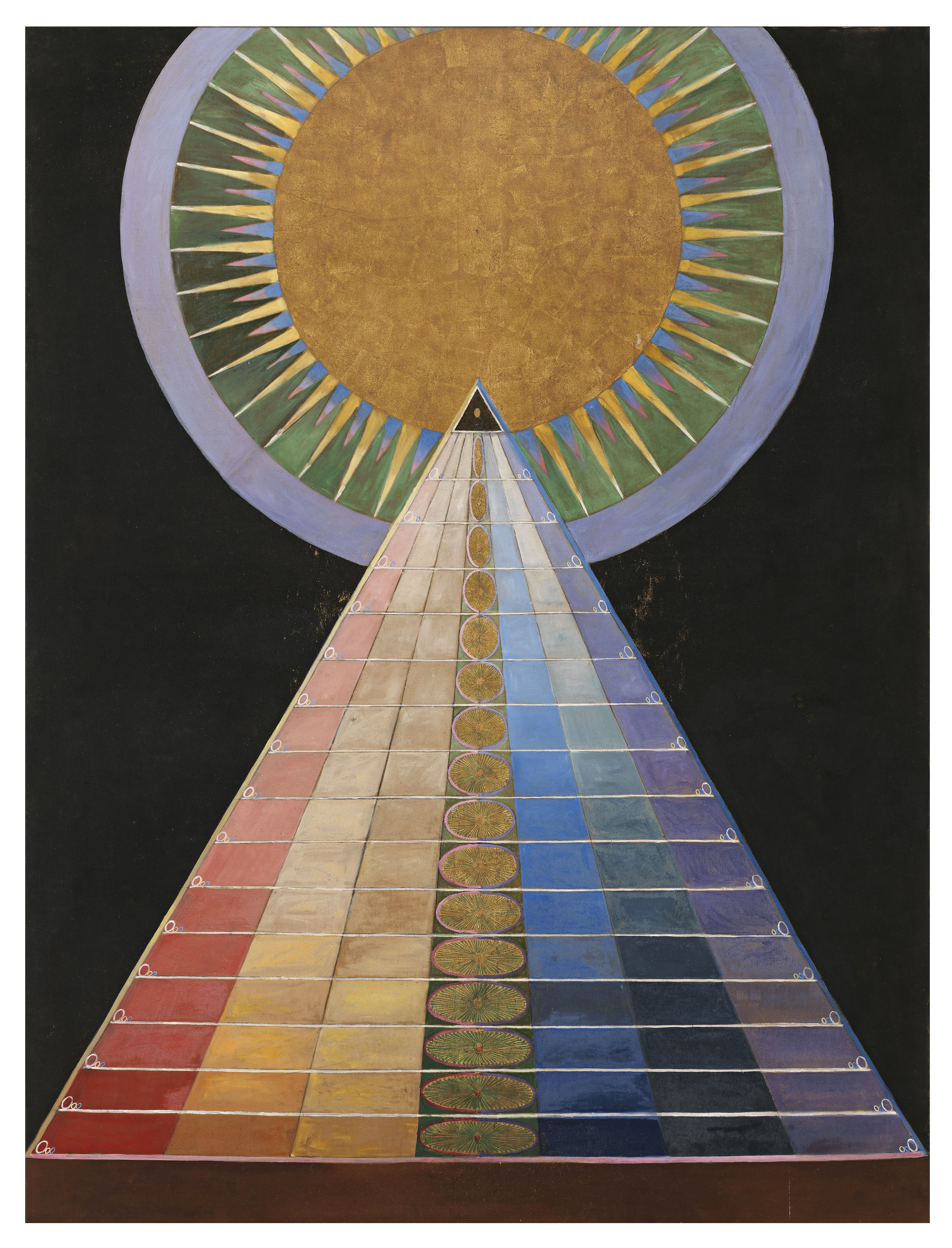
Запрестольний образ, 1915, олія і сусальний метал на полотні, 237,5 x 179,5 см
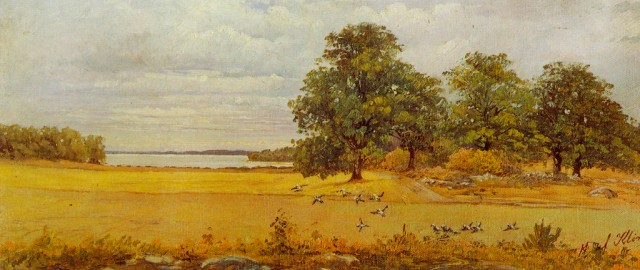
Пізнє літо, 1903
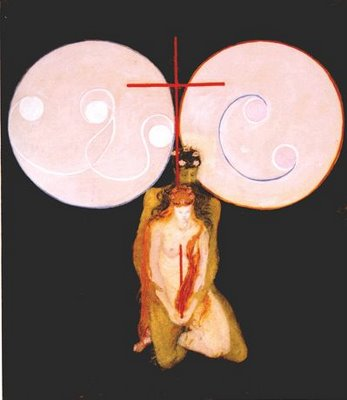
Без назви, дата невідома
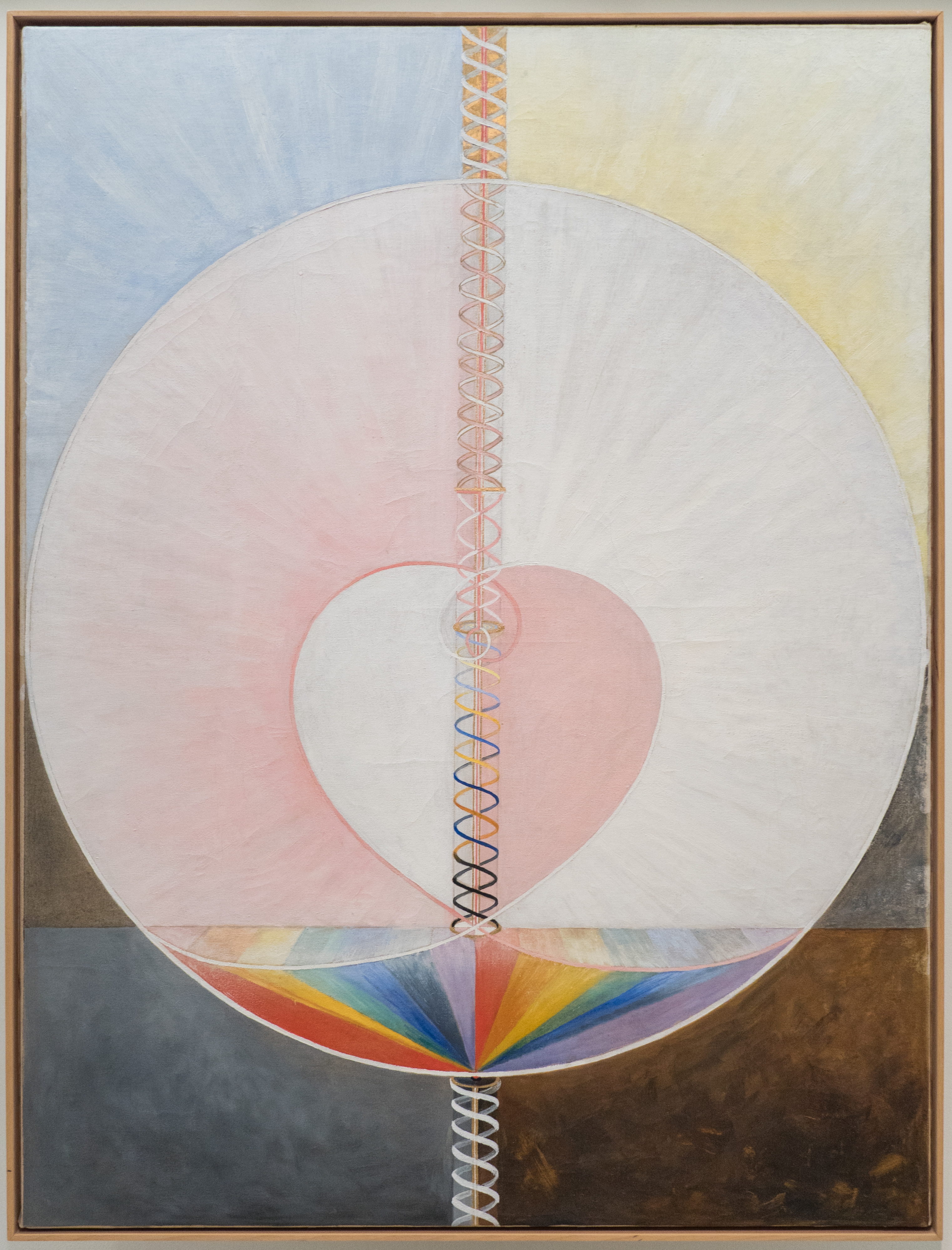
Група IX/UW, № 25, Голуб, № 1, 1915

## Виставки
- The Spiritual in Art, Abstract Painting 1890—1985, Los Angeles County Museum of Art, 23 листопада 1986 — 8 березня 1987 [17]. Пересувна виставка: Museum of Contemporary Art, Chicago, 17 квітня — 19 липня 1987; Gemeentemuseum Den Haag, Nederländerna, 1 вересня — 22 листопада 1987
- Гільма аф Клінт секретні фотографії, Nordic Art Association, Sveaborg Helsinki Finland 1988—1989
- Ockult målarinna och abstrakt pionjär, Moderna museet 1989—1991. Пересувна виставка : Гетеборг Konsthall ; Lunds Konsthall ; Fyns Kunstmuseum
- Okkultismus und Abstraktion, Die Malerin Hilma af Klint, Albertina, Wien, 1991—1992. Пересувна виставка: Kunsthaus Graz, Österrike ; Moderna museet i Passau, Німеччина.
- Målningarna till templet, Liljevalchs konsthall, Stockholm 1999—2000 [18]
- The Paradise, The Douglas Hyde Gallery, Dublin 2004—2005
- 3 × Abstraction: New Methods of Drawing, The Drawing Center, New York [19].Пересувна виставка: Santa Monica Museum of Art [20]; Irish Museum of Modern Art, Dublin, 2005—2006 [21]
- An Atom in the Universe, Camden Arts Centre, 2006
- The Alpine Cathedral and The City-Crown, Josiah McElheny. Moderna museet, Stockholm. 1 грудня 2007 — 31 березня 2008 (14 картин)
- The Message. The Medium as artist — Das Medium als Künstler Bochum, Німеччина. 16 лютого — 13 квітня 2008 (4 картини)
- Traces du Sacré Centre Pompidou, Paris. 7 травня — 11 серпня 2008. (7 картин)
- Гільма аф Клінт — Une modernité rélévée Centre Culturel Suédois, Paris. 10 квітня — серпня 2008 (59 картин)
- Traces du Sacré Haus der Kunst, München. 18 вересня 2008 — 11 січня 2009
- De geheime schilderijen van Hilma af Klint, Museum voor Moderne Kunst, Arnhem, 7 березня — 30 травня 2010
- Beyond Colour, See! Colour! — Fyra separatutställningar på Kultur Järna. Med bl.a. James Turrell, Rudolf Steiner, 14 травня — 2 жовтня 2011. [22]
- Гільма аф Клінт — абтракний піонер, Moderna museet, Stockholm. 16 лютого — 26 травня 2013 [23] [24].Пересувна виставка: Hamburger Bahnhof — Museum für Gegenwart, Berlin 2013 [25] ; Picassomuseet i Malaga, Spanien 2013—2014 [26] ; Louisiana, Humblebaek 2014 [27] ; Henie-Onstad kunstsenter, Oslo 2015 ; Kumu, Tallinn, Estland 2015
- У потоці, Групова виставка порівняння Гільми аф Клінт з семи нині діючих митців, Lunds konsthall, Lund. 23 лютого — 2 січня 2013 [28]
- Окремі роботи Гільми Аф Клінт були виставлені в Центральному павільйоні на 55-му Венеціанському бієнале, 1 червня — 24 листопада 2013
- Cosa mentale — Imaginaries of Telepathy of the 20th-Century Art, Centre Pompidou — Metz. 28 жовтня 2015 — 28 березня 2016 [29](9 картин)
- Гільма аф Клінт: Painting the unseen, Serpentine Galleries, London. 3 березня — 15травня 2016 [30] [31]
- The Keeper, New Museum of Contemporary Art, New York. 20 липня — 02 жовтня 2016 [32]
- Beyond Stars — The Mystical Landscape from Monet to Kandinsky, Musée d'Orsay, Paris. 14 березня — 25 червня, 2017 [33] (1 картина)
- Jardin infini. De Giverny à l'Amazonie, Centre Pompidou, Metz. 18 березня — 28 серпня, 2017 [34] (7 картин)
- L'emozione dei COLORI nell'arte, Galleria civica d'arte moderna e contemporanea GAM i Turin. 14 березня — 23 липня 2017 [35]
- As Above, So Below, Irish Museum of Modern Art, Dublin. 13 квітня — 27 серпня 2017 [36] [37]
- Intiuition, Palazzo Fortuny i Venedig. 13 травня 2017 — 26 листопада 2017 [38]

## Додаткові посилання
- (svenska) (engelska) Stiftelsen Hilma af Klints Verk [Архівовано 12 травня 2017 у Wayback Machine.]
- Wikimedia Commons har media som rör Hilma af Klint [Архівовано 18 січня 2017 у Wayback Machine.].